# 흉통
흉통(胸痛, chest pain)은 가슴 부위의 통증을 의미한다. 연관된 증상으로는 어깨, 팔, 윗배, 턱 부위의 통증, 구역, 발한 또는 짧아진 호흡이 있다. 심장과 관련된 통증과 그렇지 않은 통증이 있다. 원인으로는 위장관, 관상동맥 질환, 근골격계 질환, 심장막 질환, 폐색전증 등이 있다. 흉통의 처치는 원인에 따라 이루어진다.
흉통의 원인은 심각하지 않은 것부터 심각하고 생명을 위협하는 것까지 다양하다.
성인에서 흉통의 가장 흔한 원인은 다음과 같다: 위장관 (42%), 관상동맥 질환 (31%), 근골격계 질환(28%), 심낭염 (4%) 및 폐색전증 (2%). 기타 덜 일반적인 원인으로는 폐렴, 폐암 및 대동맥류가 있다. 흉통의 심인성 원인에는 공황 발작이 포함될 수 있다.
소아에서 흉통의 가장 흔한 원인은 근골격계 (76-89%), 운동 유발성 천식 (4-12%), 위장병 (8%) 및 심인성 원인 (4%)이다. 소아의 흉통도 선천적인 원인이 있을 수 있다.

## 감별

### 순환기
- 급성관상동맥증후군
  - 안정 또는 불안정 협심증
  - 심근경색 ("심장마비"): 사람들은 보통 가슴에 압박감이나 압박감을 호소한다.[4] 기타 관련 증상으로는 과도한 발한, 메스꺼움, 구토 및 쇠약이 있다.[4] 흉통은 좌심실 손상으로 인해 전방 경색과 더 일반적으로 연관된다. 열등한 경색은 미주 신경의 자극으로 인한 메스꺼움, 구토 및 과도한 발한과 더 일반적으로 연관된다. 측면 경색은 왼쪽 팔 통증과 관련이 있다.
- 변이형 협심증(Variant angina) : 흉통은 관상동맥 경련 으로 인해 발생한다. 50세 미만의 여성에게 더 흔하다. 사람은 보통 쉬고 있을 때 흉통을 호소한다. 그것은 잠에서 사람을 깨우는 이른 아침에 발생할 수 있다.
- 코카인 사용: 이 상태는 동맥경화증의 위험이 거의 없거나 전혀 없는 사람이 비외상성 흉통을 보일 때 의심된다. 코카인 섭취는 관상 동맥의 혈관 수축을 일으켜 심장 마비와 유사한 흉통을 유발할 수 있다. 증상은 코카인 사용 후 1시간 이내에 나타날 수 있다.
- 대동맥 협착증(Aortic stenosis) : 이 상태는 선천성 이첨판막, 대동맥 경화증 또는 류마티스열 병력이 있을 때 발생한다. 흉통은 일반적으로 신체 활동 중에 발생한다. 실신은 후기 증상이다. 심부전의 징후와 증상도 나타날 수 있다. 청진상 큰 박출성 수축기 심잡음은 오른쪽 두 번째 갈비사이공간에서 가장 잘 들리고 목의 경동맥으로 퍼진다. 심한 협착증에서는 제2심음의 갈라짐이 들린다.
- 비후성심근병증 : 좌심실의 유출폐쇄를 일으키는 심실간 중격의 비대를 말한다. 호흡곤란과 흉통은 일반적으로 일상 활동 중에 발생한다. 때때로 실신(실신)이 발생할 수 있다.
- 대동맥 박리는 등쪽으로 방사하는 심한 흉통이 특징이다. 일반적으로 마르판 증후군 및 고혈압 과 관련이 있다. 진찰상 대동맥 기능 부전의 심잡음이 고르지 않은 요골 맥박과 함께 들릴 수 있다.[5]
- 심낭염 : 이 상태는 콕사키 바이러스 및 에코 바이러스 와 같은 바이러스 감염, 결핵, 자가 면역 질환, 요독증 및 심근 경색 이후의 결과일 수 있다.
- 심장 압전
- 부정맥 : 심방 세동 및 기타 여러 부정맥이 흉통을 유발할 수 있다.
- 심근염
- 승모판 탈출증 증후군: 영향을 받는 사람들은 일반적으로 날씬한 여성에게 질이 날카롭고 정점에 국한되며 누웠을 때 완화되는 흉통을 나타낸다. 다른 증상으로는 숨가쁨, 피로, 심계항진이 있다. 청진 시 수축기 중기 클릭에 이어 후기 수축기 심잡음이 들릴 수 있으며, 사람이 서 있을 때 더 크게 들린다.
- 대동맥류

### 호흡기
- 천식: 폐 기도의 일반적인 장기 염증성 질환이다. 가변적이고 반복적인 증상, 가역적 기류 폐쇄 및 기관지 경련이 특징이다. 증상으로는 쌕쌕거림, 기침, 흉부 압박감, 숨가쁨 등이 있다. 흉통은 일반적으로 격렬한 활동이나 격렬한 운동 중에 발생한다.
- 기관지염
- 폐색전증 : 흔한 징후와 증상은 숨가쁨, 흉막성 흉통, 기침 시 가래에 피가 섞인 것, 하지 부종이다. 위험 요인에는 최근 수술, 악성 종양 및 누워만 있는 상태가 포함된다. 색전의 근원은 보통 정맥 혈전색전증에서 온다.
- 폐렴[6]
- 혈흉
- 기흉 : 기흉 발병 위험이 높은 사람은 키가 크고 날씬한 남성 흡연자로서 폐기종 과 같은 기저 폐 질환을 앓았던 사람이다. 영향을 받은 사람들은 같은 쪽 어깨로 퍼지는 날카로운 흉통을 가질 수 있다. 신체 검사에서 숨소리가 들리지 않았고 영향을 받은 쪽 가슴에 과공명음이 나타났다.
- 흉막염[6]
- 결핵
- 기관염
- 폐암

### 위장관
- 위식도역류질환 : 누웠을 때나 식후에 통증이 심해진다. 사람들은 이것을 속 쓰림으로 묘사할 수 있다. 게다가 그들은 위장에서 쓴 맛이 난다고 불평할 수도 있다.[7]
- 식도이완불능증, 호두까기 식도 및 기타 식도 운동 장애
- 미만성 식도 경련 : 심장 흉통과 달리 식도 통증은 활동과 관련이 없다. 통증은 일반적으로 뜨거운 물이나 차가운 물을 삼킬 때 발생한다.[7]
- 식도 파열 : 영향을 받은 사람들은 보통 목에서 시작하여 상복부까지 갑작스럽고 심하며 지속적인 통증을 호소한다. 삼키면 통증이 악화된다. 검사상 자유공기가 식도에서 피하조직으로 유입되면서 피하 폐기종으로 인한 목의 부종과 염발음을 느낄 수 있다.
- 식도염 : 식도염의 원인은 다양하다. 비스테로이드성 소염진통제의 약물을 제대로 삼키지 않으면 식도염을 유발할 수 있다.[7]
- 기능성 소화불량
- 열공 탈장
- 호두까기식도: 강렬하고 오래 지속되는 식도 근육 경련.[8][9]
- 급성 담낭염 : 의사가 복부의 오른쪽 갈비밑 부위에 손가락을 대면 흡입이 중단되는 양성 머피 징후 가 특징이다.
- 급성 췌장염 : 과도한 음주력, 담석증 (담낭에 결석), 고 중성지방혈증 등이 췌장염의 위험인자이다. 상복부에서 지속적이고 지루한 통증이다.
- 천공성 소화성 궤양 : 상복부에 갑자기 심한 통증이 시작되고 나중에 복막염 (복부 장기를 감싸는 조직의 염증)으로 발전한다.
- 급성 위염[7]

### 흉벽
- 갈비연골염
- 척추 신경 문제
- 섬유근육통
- 흉벽 문제
- 신경근병증
- 유방 상태
- 대상포진 (대상포진): 일반적으로 편측 피부분절 분포에서 가슴에 타는듯한 느낌으로 설명된다. 그러나 일반적으로 특징적인 발진이 보이기 전에 통증이 나타나기 때문에 진단이 어려울 수 있다.
- 결핵
- 골관절염
- 보른홀름병
- 늑골골절

### 심리적
- 공황 발작 : 흉통은 공황 발작의 흔한 증상으로, 78%의 사람이 가장 심한 공황 발작으로 흉통을 호소한다.[10] 전반적인 흉통은 갑작스러운 공황 발작의 48%, 점진적인 공황 발작의 10%의 증상이다.[10]
- 불안[11]
- 임상적 우울증
- 신체화 장애[11]
- 건강염려증

## 진단적 접근

### 병력
사람의 위험 요소를 아는 것은 흉통의 심각한 원인을 배제하거나 배제하는 데 매우 유용할 수 있다. 예를 들어, 심장마비 및 흉부 대동맥 박리는 30세 미만의 건강한 사람에게는 매우 드물지만 고령, 흡연, 고혈압, 당뇨병, 관상동맥질환 또는 뇌졸중 병력과 같은 중요한 위험 요소가 있는 개인에게는 훨씬 더 흔하다., 양성 가족력(조기 죽상동맥경화증, 콜레스테롤 장애, 어린 나이의 심장마비 ) 및 기타 위험 요인. 한쪽 또는 양쪽 어깨나 팔로 방사되는 흉통, 신체 활동 시 발생하는 흉통, 메스꺼움이나 구토와 관련된 흉통, 발한이나 발한을 동반한 흉통 또는 "압박"으로 묘사되는 흉통은 발병 가능성이 더 높다. 급성 관상동맥 증후군 과 관련이 있거나 심장 근육에 혈액 공급이 불충분하지만 이러한 증상이 없더라도 흉통은 급성 관상동맥 증후군의 징후일 수 있다. 병력의 다른 단서는 심근 경색에 대한 의심을 낮추는 데 도움이 될 수 있다. 여기에는 "날카로운" 또는 "찌르는 듯한" 흉통, 체위 또는 흉막 성 흉통, 촉진으로 재현될 수 있는 흉통이 포함된다. 그러나 급성 관상동맥 증후군의 비정형 및 전형적인 증상이 모두 발생할 수 있으며 일반적으로 과거력만으로는 급성 관상동맥 증후군의 진단을 배제할 수 없다. 어떤 경우에는 흉통이 급성 심장 질환의 증상이 아닐 수도 있다. 미국에서 심근경색 환자의 약 33%가 흉통을 나타내지 않으며 치료 지연으로 인해 상당히 높은 사망률을 보인다.

### 신체 검사
주의 깊은 병력 및 신체 검사는 질병의 위험과 사소한 원인을 구분하는 데 필수적이며 흉통 관리는 조사를 집중하기 위해 전문 단위 ( 의료 평가 단위 라고 함)에서 수행 될 수 있다. 그러나 급성관상동맥증후군의 경우에는 제3심음, 발한, 저혈압이 가장 강하게 연관되는 신체검사 소견이다. 그러나 이러한 징후는 예후 및 진단적 가치가 제한적이다. 심장 흉통을 암시하는 다른 신체 검사 소견에는 고혈압, 빈맥, 서맥 및 새로운 심잡음이 포함될 수 있다. 흉벽의 접촉으로 신체 검사 중에 재현 가능한 흉통은 비심인성 흉통을 더 많이 나타내지만 여전히 급성 관상 동맥 증후군을 완전히 배제할 수는 없다. 이러한 이유로 일반적으로 진단을 내리기 위해서는 추가 검사가 필요하다.

## 처치

### 병원 전 처치
흉통은 응급 의료 서비스 에서 흔히 접하게 되는 증상이다. 아스피린은 급성 관상동맥 증후군이 있는 사람의 생존율을 높이고 최근 심각한 출혈이 없는 사람에게 EMS 디스패처가 권장하는 것이 합리적이다. 과거에는 흉통이 있는 대부분의 사람들에게 산소 보충이 사용되었지만 산소 포화도가 94% 미만이거나 호흡 곤란 징후가 있는 경우가 아니면 필요하지 않다.

### 병원 처치
흉통에 대한 병원 치료는 사람의 활력 징후, 기도 및 호흡, 의식 수준에 대한 초기 검사로 시작된다. 여기에는 초기 평가에 따라 ECG 리드, 심장 모니터, 정맥 주사 및 기타 의료 기기의 부착도 포함될 수 있다. 개인의 병력, 위험 요인, 신체 검사, 실험실 검사 및 영상 평가 후 의심되는 진단에 따라 관리가 시작된다. 진단에 따라 중환자실에 입원하거나 병원에 입원하거나 외래 치료를 받을 수 있다. 심장 흉통이나 급성 관상 동맥 증후군이 의심되거나 기흉, 폐색전증 또는 대동맥 박리와 같은 기타 응급 진단이 있는 사람의 경우 추가 치료를 위해 병원에 입원하는 것이 가장 일반적으로 권장된다.

### 외래 처치
비심장성 흉통이 있는 사람의 경우 인지 행동 요법이 외래 환자 기준으로 도움이 될 수 있다. 위식도 역류 질환으로 인한 흉통이 있는 사람에게는 양성자 펌프 억제제가 가장 효과적인 치료법인 것으로 나타났다. 그러나 양성자 펌프 억제제로 치료하는 것은 위식도 역류 질환으로 인한 것이 아닌 비심장성 흉통이 있는 사람에게 위약보다 낫지 않은 것으로 나타났다. 흉통의 근골격계 원인의 경우 도수 치 나 카이로프랙틱 요법, 침술 또는 운동량 증가에 대한 권장이 종종 치료법으로 사용된다. 연구에 따르면 이러한 치료법의 효능에 대해 상충되는 결과가 나타났다. 비스테로이드성 항염증제와 재택 운동을 통한 도수치료의 병용 요법이 근골격계 흉통 치료에 가장 효과적인 것으로 나타났다.